# Antonín Husník (letecký konstruktér)
Antonín Husník (18. listopadu 1894 Kukleny – 26. srpna 1948 ? Liberec) byl český letecký konstruktér, dlouholetý šéfkonstruktér v letecké továrně Aero, továrna letadel dr. Kabeš v pražských Vysočanech. Pozici technického ředitele zastával do roku 1946, o dva roky později pak zemřel na následky zranění při letecké havárii na Ještědu.

## Život

### Mládí
Narodil se v Kuklenách u Hradce Králové. Nastoupil na žižkovskou reálku a po jejím absolutoriu začal roku 1912 studovat pražskou techniku. Zde se seznámil s Miroslavem Hajnem a Pavlem Benešem, dohromady je spojoval hluboký zájem o letectví. Po překonání počátečních rozepří vznikl 13. října 1913 v Malostranské besedě Český aviatický klub, kterého se Husník stal zakládajícím členem. V roce 1914 přerušila jeho vysokoškolská studia první světová válka, Antonín Husník narukoval na frontu na podzim téhož roku. Odvedení také přerušilo jeho práce na rozestavěném letounu vlastní konstrukce. Sloužil u horského dělostřelectva v Haliči a také na italské frontě.
Odtud se koncem roku 1918 vrátil do nově vzniklého Československa a stal se členem leteckého sboru Československé armády. Zasadil se o obnovení Českého aviatického klubu, následně spoluzakládal Aeroklub republiky československé. V roce 1920 z armády vystoupil a vedl časopis Aviatika.

### Aero
Od roku 1919 byl Antonín Husník součástí kolektivu, který toho roku spoluzaložil leteckou továrnu Aero. Hlavním investorem a majitelem se stal JUDr. Vladimír Kabeš, šéfkonstruktérem pak Antonín Vlasák, dále zde pracoval například Karl Rösner, dřívější zaměstnanec firmy Gothaer Waggonfabrik. Husníkovi spolužáci Beneš a Hajn se současně stali konstruktéry v konkurenční letecké továrně Avia.
Zpočátku se továrna zaměřovala na opravy letadel z první světové války, roku 1920 se přestěhovala do dřevěných objektů v Holešovicích. Husník se podílel již na jedné z prvních zakázek na 35 dvojplošníků pod licencí firmy Brandenburg. Firma následně začíná realizovat první sériovou konstrukci vlastní výroby, dvouplošník A-2, následují další typy. Po počátečních finančních obtížích přesunulo Aero svou výrobu do velkého moderního výrobního areálu ve Vysočanech s téměř 600 zaměstnanci. Roku 1924 se Antonín Husník stal šéfkonstruktérem firmy. Byl také členem Masarykovy letecké ligy, spoluzakládal a vydával časopis Letectví.
Roku 1929 začalo Aero z důvodu klesajícího zájmu o letouny vinou hospodářské krize s produkcí automobilů, mj. s účastí konstruktéra Břetislava Novotného. Husník se dál věnoval jen letecké produkci. V roce 1931 získal titul inženýra, kterého kvůli začátku války nemohl v řádném studiu dosáhnout.

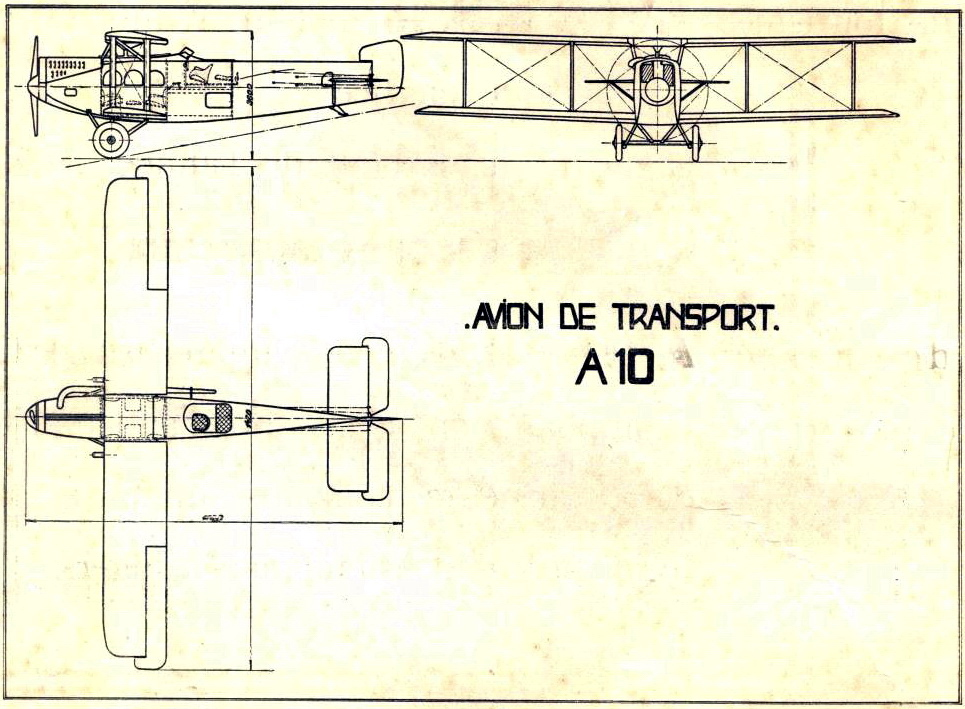
Nákres dopravního letadla Aero A 10, 1929

Během celých téměř celých 20., 30. a poloviny 40. let byl Husník ústřední postavou vývoje letadel firmy Aero, je uváděn jako autor většiny konstrukcí letounů společnosti. Konstrukční kancelář navrhovala širokou škálu typů letadel: průzkumná, stíhací, bombardovací či civilní dopravní, lehká sportovní nebo cvičná. Mezi odběratele patřila ČSA, Ministerstvo národní obrany i zahraniční odběratelé. Během druhé světové války byl vývoj nových letadel v Aeru zastaven a výroba se soustředila především na průzkumná letadla Fw 189 a další pro německou Luftwaffe.

### Po válce
Po skončení války roku 1945 byl podnik v rámci dekretu prezidenta republiky Edvarda Beneše znárodněn. V roce 1946 Husník opustil místo technického ředitele Aera, (vystřídal jej Ing. Böttner), následně byl pověřen prací pro Ministerstvo strojírenství a přizván ke spolupráci při rekonstrukci československého leteckého průmyslu. Jeho součástí mělo být též sjednocení všech leteckých továren, s výjimkou Avie, do jednoho celistvého podniku Let, Husník se měl stát jeho generálním ředitelem.

### Havárie na Ještědu

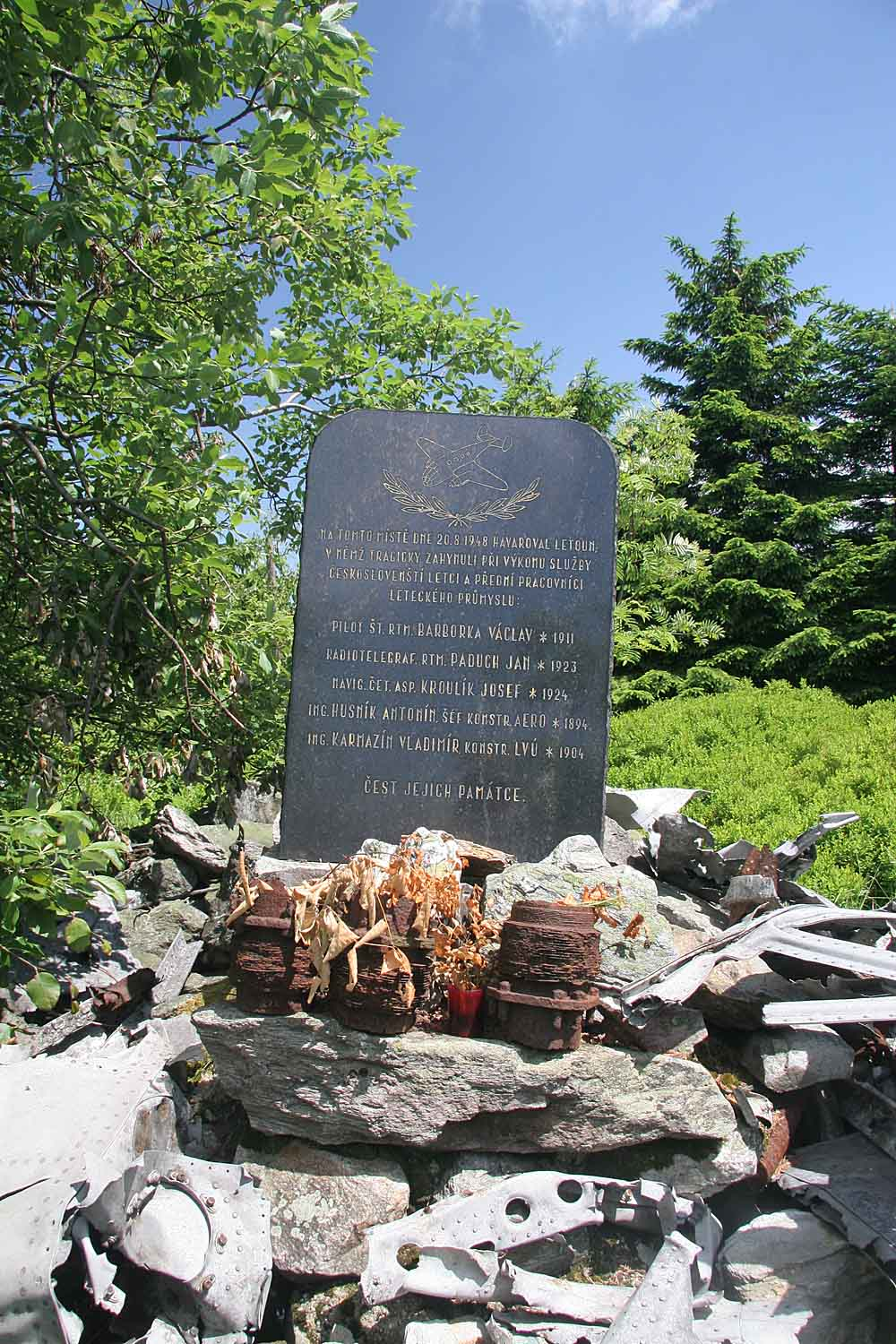
Mohyla letců na Ještědu v místě nehody

20. srpna 1948 se Antonín Husník, Ing. Vladimír Karmazín a tři další jejich kolegové vydali na služební let strojem Aero C-103 na Leteckou akademii do Liberce. Letoun se nedaleko před cílem dostal do bouřky a při neúspěšném pokusu z ní vylétnout havaroval na svahu hory Ještěd. Husník jako jediný z posádky s četnými zraněními přežil, vynesl těla ostatních z letadla a na nedaleké silnici přivolal pomoc. Svým zraněním podlehl v nemocnici 26. srpna ve věku 53 let.
Pohřben byl v rodinné hrobce na Vinohradském hřbitově.

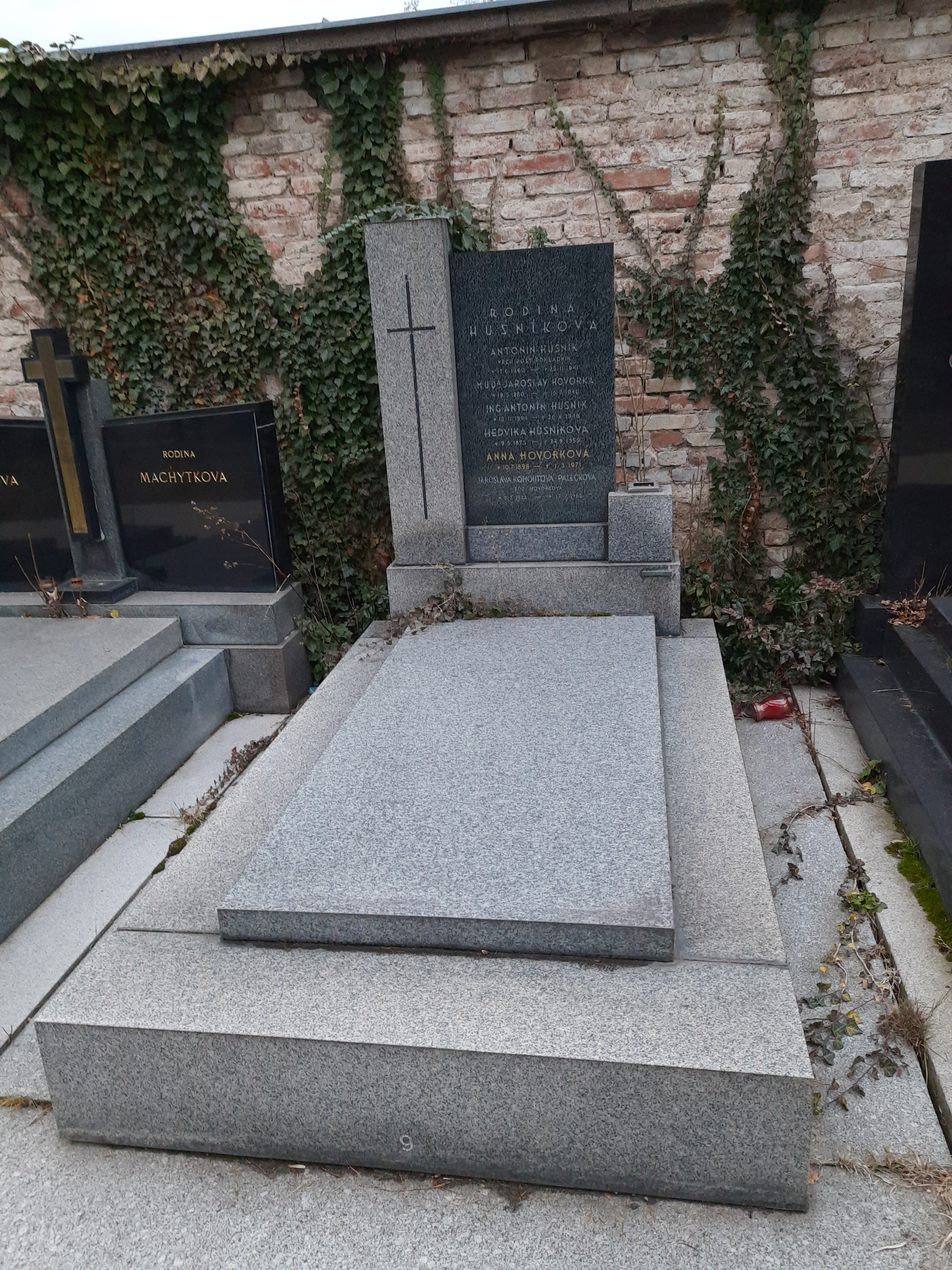
Hrob rodiny Antonína Husníka na Vinohradském hřbitově

U místa nehody na Ještědu byl zemřelým vystavěn kamenný památník obklopený troskami letadla. V Praze 13 byla po Antonínu Husníkovi pojmenována ulice, Husníkova.

## Konstrukce letounů
Konstrukce letadel, u nichž je jako autor uveden Antonín Husník:
- Aero Ae-01
- Aero Ae-02
- Aero Ae-04
- Aero Ae-45
- Aero A-10
- Aero A-11
- Aero A-12
- Aero A-14
- Aero A-18
- Aero A-20
- Aero A-21
- Aero A-22
- Aero A-23
- Aero A-24
- Aero A-25
- Aero A-26
- Aero A-29
- Aero A-30
- Aero A-32
- Aero A-34 Kos
- Aero A-35
- Aero A-38
- Aero A-42
- Aero A-46
- Aero A-100
- Aero A-101
- Aero A-102
- Aero A-104
- Aero A-200
- Aero A-204